# Thamnophilus insignis
El batará insigne o choca insigne (en Venezuela) (Thamnophilus insignis), es una especie de ave paseriforme de la familia Thamnophilidae perteneciente al numeroso género Thamnophilus. Es nativo de los tepuyes del norte de América del Sur.

## Distribución y hábitat

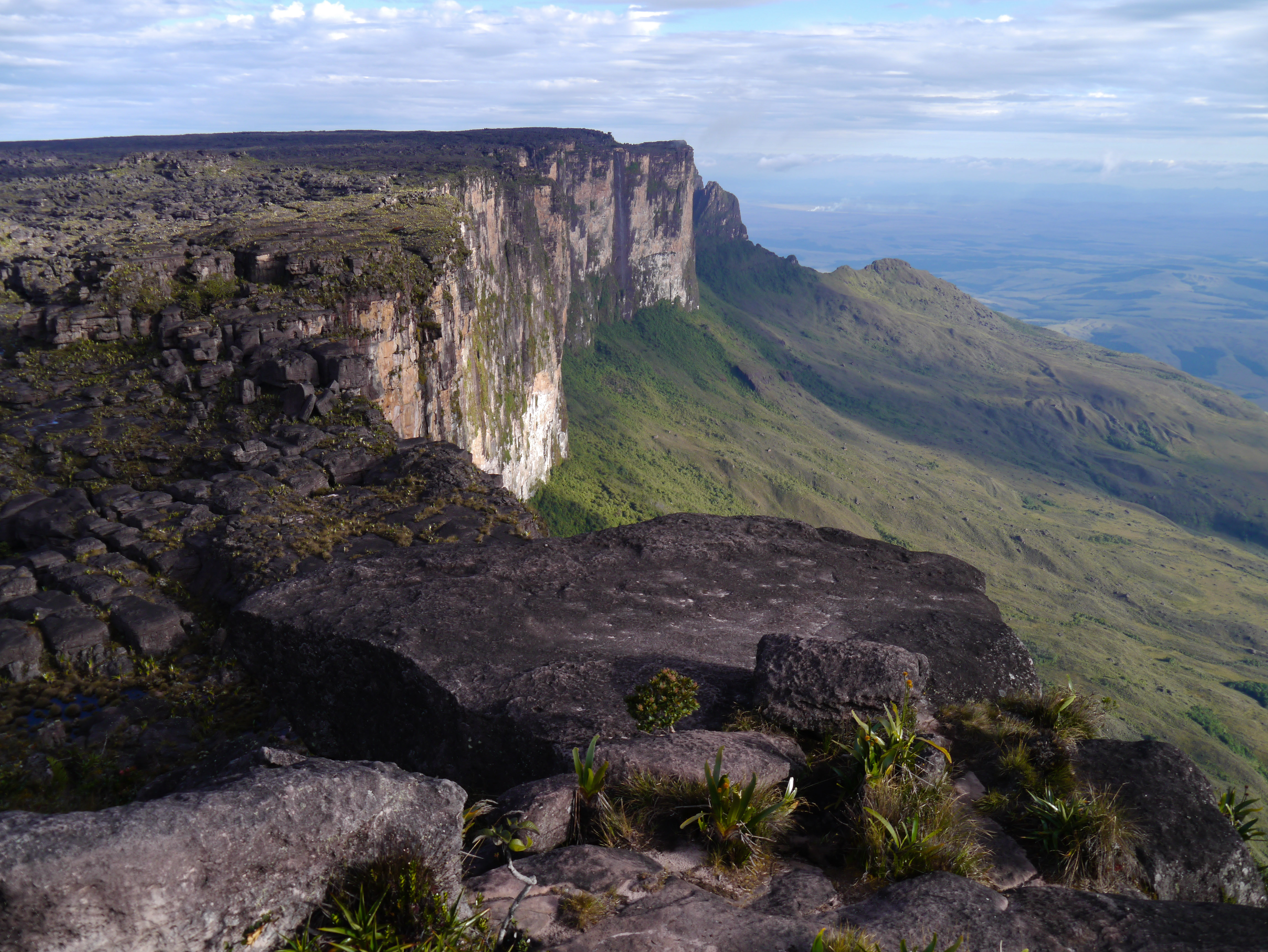
Laderas del Monte Roraima, ejemplo de hábitat de la especie.

Se distribuye en el sur de Venezuela, extremo oeste de Guyana y extremo norte de Brasil.
Esta especie es considerada poco común en su hábitat natural: el sotobosque y el estrato medio de bosques enanos y bordes de bosque de los tepuyes, entre 1200 y 2000 m de altitud.

## Sistemática

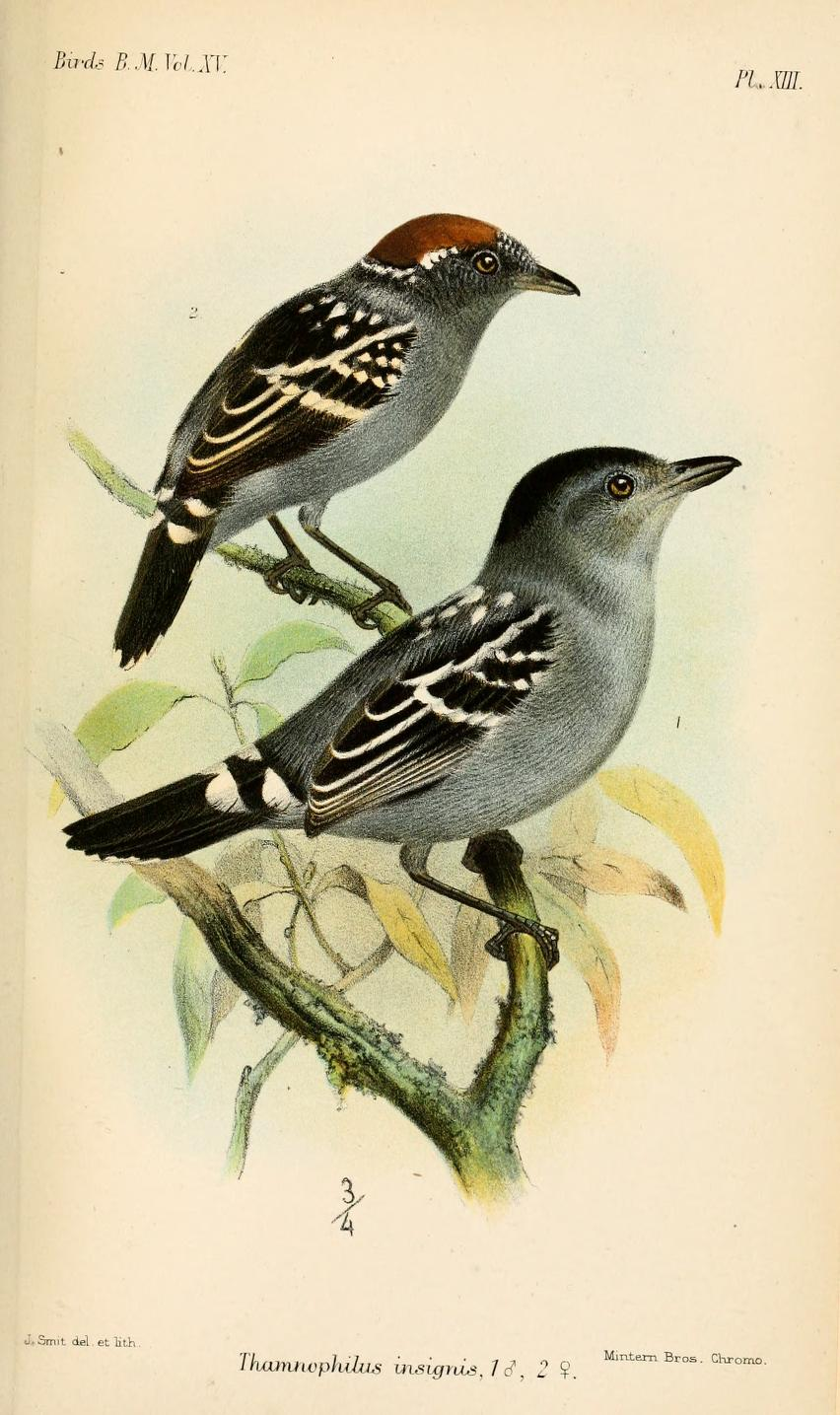
Thamnophilus insignis, macho (abajo) y hembra (arriba), ilustración de Joseph Smit para Catalogue of the birds in the British Museum. Volumen 15, 1890.

### Descripción original
La especie T. insignis fue descrita por primera vez por los ornitólogos británicos Osbert Salvin y Frederick DuCane Godman en 1884 bajo el mismo nombre científico ; la localidad tipo es: «Monte Roraima, 5000 pies [cerca de 1500m], Venezuela».

### Etimología
El nombre genérico «Thamnophilus» se compone de las palabras del griego «thamnos»: arbusto y «philos»: amante; «amante de arbustos»; y el nombre de la especie «insignis», proviene del latín: extraordinario, notable.

### Taxonomía
Los análisis moleculares indican que esta especie está hermanada con Thamnophilus divisorius y que ambas forman parte de un grupo con T. melanonotus, T. melanothorax y T. amazonicus.

### Subespecies
Según las clasificaciones del Congreso Ornitológico Internacional (IOC) y Clements Checklist/eBird v.2019, se reconocen dos subespecies, con su correspondiente distribución geográfica:
- Thamnophilus insignis nigrofrontalis Phelps, Sr. & Phelps, Jr., 1947 – extremo suroeste de Venezuela (Macizo de Cuao-Sipapo, en el oeste de Amazonas).
- Thamnophilus insignis insignis Salvin & Godman, 1884 – sur de Venezuela (tepuyes de Bolívar y este de Amazonas), y en el Monte Roraima y vecindades en el extremo oeste de Guyana y norte de Brasil (extremo norte de Roraima).